# Strongylognathus palaestinensis
Strongylognathus palaestinensis é uma espécie de insecto da família Formicidae.
É endémica de Israel.